# Josse Franssen

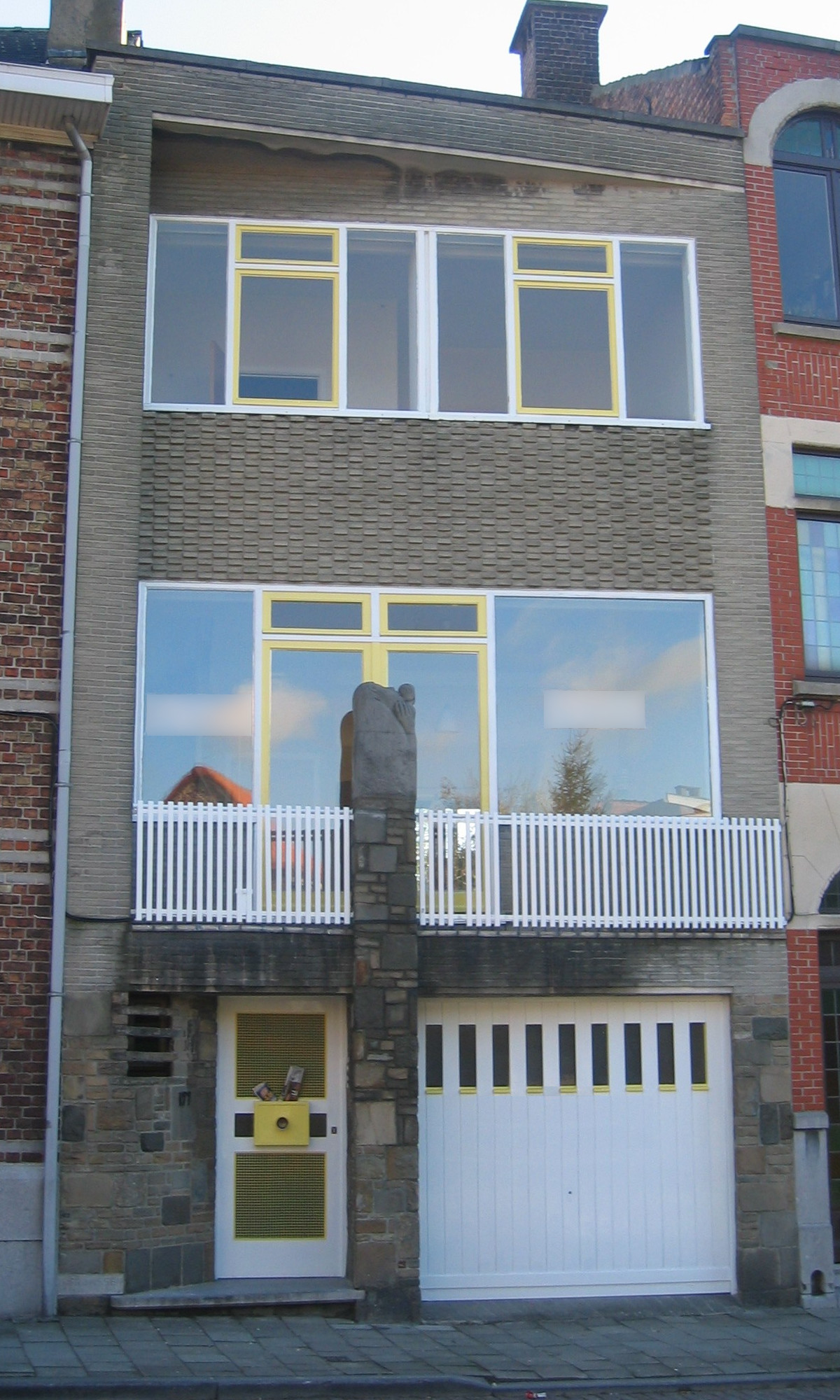
Maison unifamiliale Art Déco, rue de Heembeek, Neder-Over-Heembeek

Josse Franssen, né à Bruxelles le 2 décembre 1906 et mort en 1990 à Forest, est un architecte belge.

## Biographie
Josse Franssen est diplômé architecte de l’académie des Beaux-arts de Bruxelles. Il effectue son stage auprès de l’architecte Victor Horta, figure proue de l’Art nouveau belge. Il n’a jamais reproduit le style architectural de son maître mais est resté en contact avec celui-ci jusqu’à la mort de ce dernier. Grand admirateur de Louis-Herman De Koninck, il s’emploie à défendre une architecture rationnelle et fonctionnelle. La présentation même de ses projets est conçue pour mettre en évidence la clarté et la logique de l’organisation spatiale de ses réalisations.
Sa carrière professionnelle commence en 1929, âgé de 23 ans il remporte le prix du concours Van De Ven avec la construction d’une maison unifamiliale à Forest. Cet événement précoce marque ainsi le début de sa carrière. Ce premier concours remporté est l’occasion pour Josse Franssen d’exprimer son attachement strict au mouvement moderne.
Durant l’entre-deux-guerres il construit de nombreuses villas à Bruxelles et à Louvain ainsi que quelques immeubles à appartements. Il se fait un nom au sein des architectes modernistes belges et devient membre des CIAM (Congrès internationaux d’architecture moderne, 1929-1959) et par la suite du groupe « Espace ».
Après la Seconde Guerre mondiale, l’explosion démographique des années 50 donne un coup de fouet au domaine de la construction et Josse Franssen se spécialise dans la construction d’immeubles à appartements.
En 1952, il crée la Société belge des urbanistes et architectes modernistes (SBUAM) pour laquelle il réalise en 1953 une maison modèle au Heysel. En 1958, Josse Franssen est chargé de présenter la classe «Architecture Belge» à l’Exposition universelle et internationale de Bruxelles. Il réalise donc le palais du groupe « Banque et Assurance » et reçoit le « grand prix d’Architecture ».
De 1961 à 1962, il est élu par ses pairs à la présidence de la Société centrale d’architecture en Belgique (SCAB). Il siège au conseil de la direction de la Fédération royale des sociétés d’architecture de Belgique (DFRSAB) où il fonde la revue FAB et reçoit par la suite le prix biannuel de la « médaille d’or » des architectes belges de 1961 à 1968.
En 1970, le gouvernement provincial du Brabant lui décerne sa médaille et organise une succincte exposition rétrospective de son travail.
Il était également un grand amateur et collectionneur d’art et était convaincu d’une complémentarité entre l’art et l’architecture. C’est pour cela qu’il prenait soin d’installer une œuvre artistique dans la majorité de ses projets, comme c’est le cas pour l’entrée de la résidence Brugmann (conçu en 1949) et pour la résidence Coghen (1952-1955) à Bruxelles,,.

## Réalisations

### Maison JF (1931) et ML (1935)
Au Square Coghen, Josse Franssen construit côte à côte et en deux temps deux habitations unifamiliales dans un îlot de lotissements modernistes parmi des constructions d’architectes comme de Koninck, Verbruggen ou Delville, l’ensemble formant un tout homogène, grâce entre autres à l’utilisation d’un enduit blanc comme enveloppe.
La première maison (à gauche sur les photos), à la croisée de l’Art Déco et du Style International, est terminée en 1931. Celle-ci a subi une importante transformation structurelle: les trois bandes verticales du côté de l’entrée entre lesquelles s’intercalent un auvent divisé, des persiennes et des détails sculpturaux ont été supprimés. Un mur habillé d’une simple fenêtre les a remplacés.
Habitée dès 1935, la seconde maison (ML, à droite sur les photos), mitoyenne de la maison JF est de taille modeste, dite à budget limité, d’un étage de vie au dessus du rez-de-chaussée avec une pièce/studio sur la toiture-terrasse. L’entrée se fait latéralement. Du living en L part un escalier léger conduisant au studio. La terrasse pouvait être isolée au moyen de tentures sur tringles métalliques. Malgré l’exiguïté des pièces, une impression de grandeur se dégage du living grâce aux larges baies vitrées.
La maison est en très bon état. Seules les tringles de la toiture-terrasse ont disparu. La porte de garage n’est plus d’origine mais respecte les intentions du premier dessin.

Square Coghen
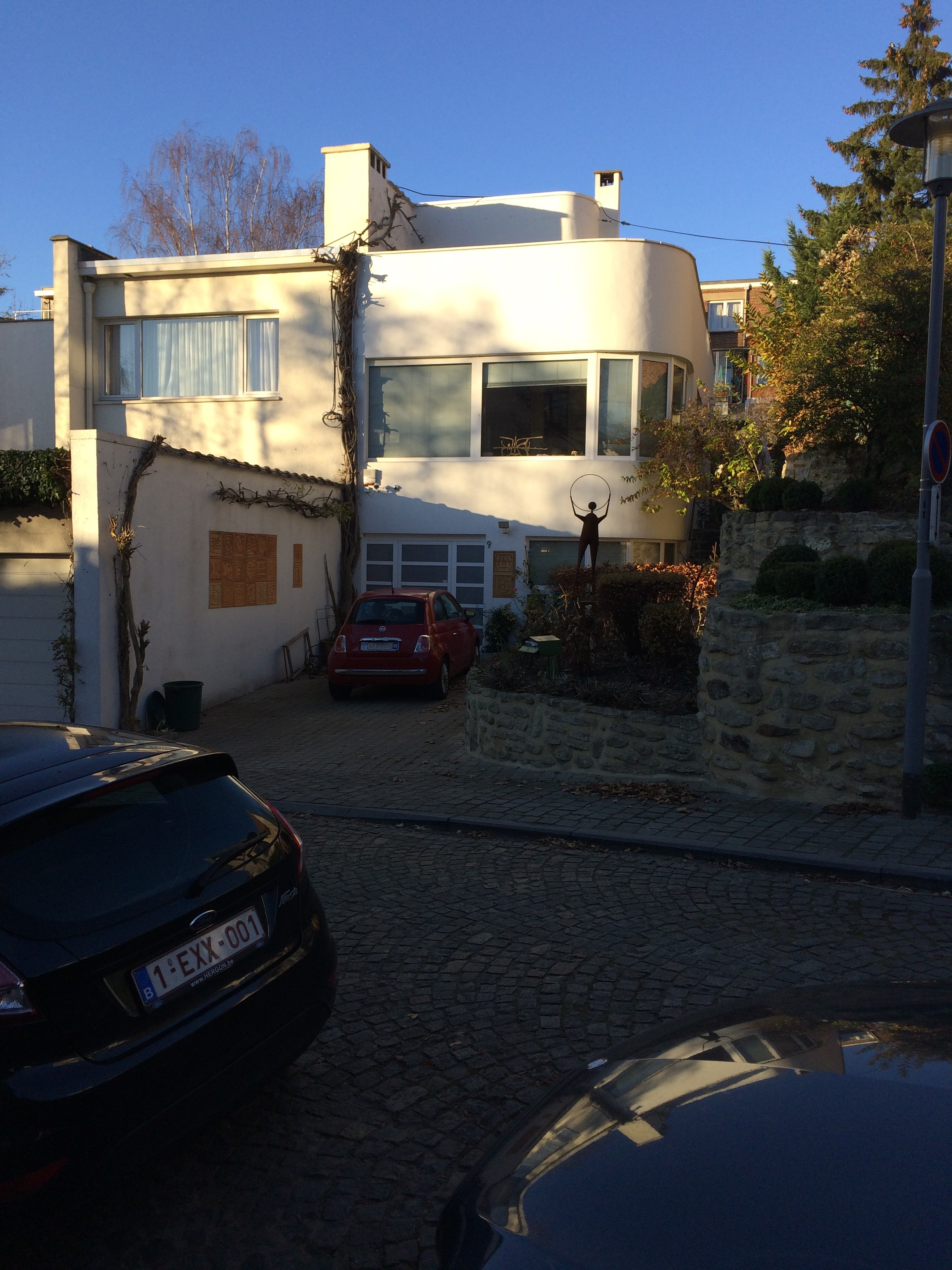
Maison ML, Suare Coghen 11, 1080 Uccle.
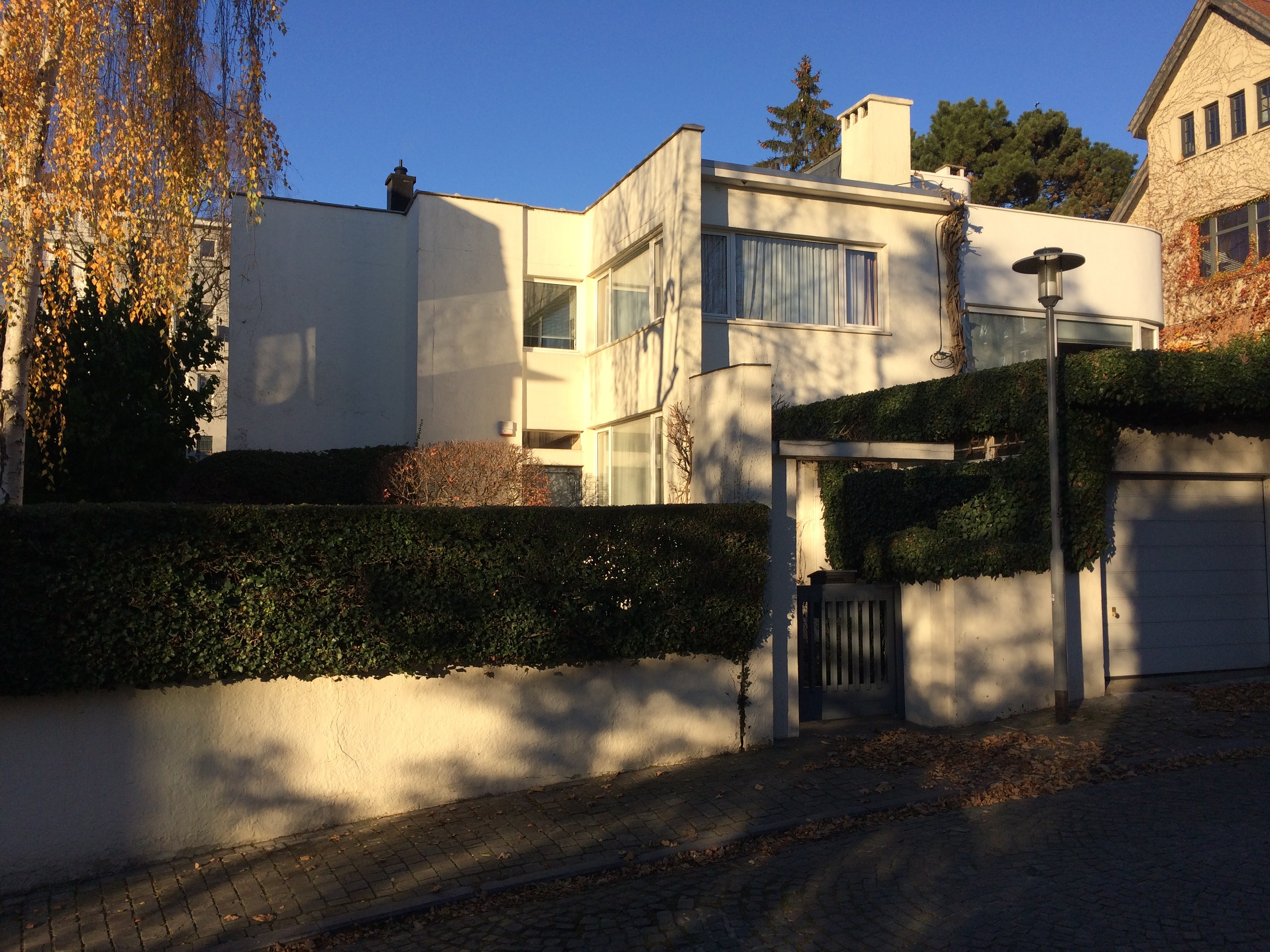
Maison JF, Square Coghen 11, 1080 Uccle

### Résidence Wahis (1956-1957)
L’immeuble en arc de cercle combinait une station service et des appartements; dont les deux premiers niveaux étaient composés de garages et locaux secondaires, le rez-de-chaussée de la station service, la conciergerie ainsi qu’un appartement et enfin les cinq niveaux suivants étaient identiques proposant cinq types d’appartements différents.
« Soulignons comme particularités, les séchoirs sur les terrasses, les balcons à double accès en façade avant, les dispositions des volets et niches à radiateurs en dehors de l’aire utile des pièces. Suppression ou du moins diminution des sources possibles de courants d’air, absence d’encombrement des radiateurs ».
Les couleurs ont été modifiées à certains endroits notamment ; l’encadrement des portes sur les balcons n’est plus bleu mais rouge et les châssis ne sont plus blancs mais rouges.          

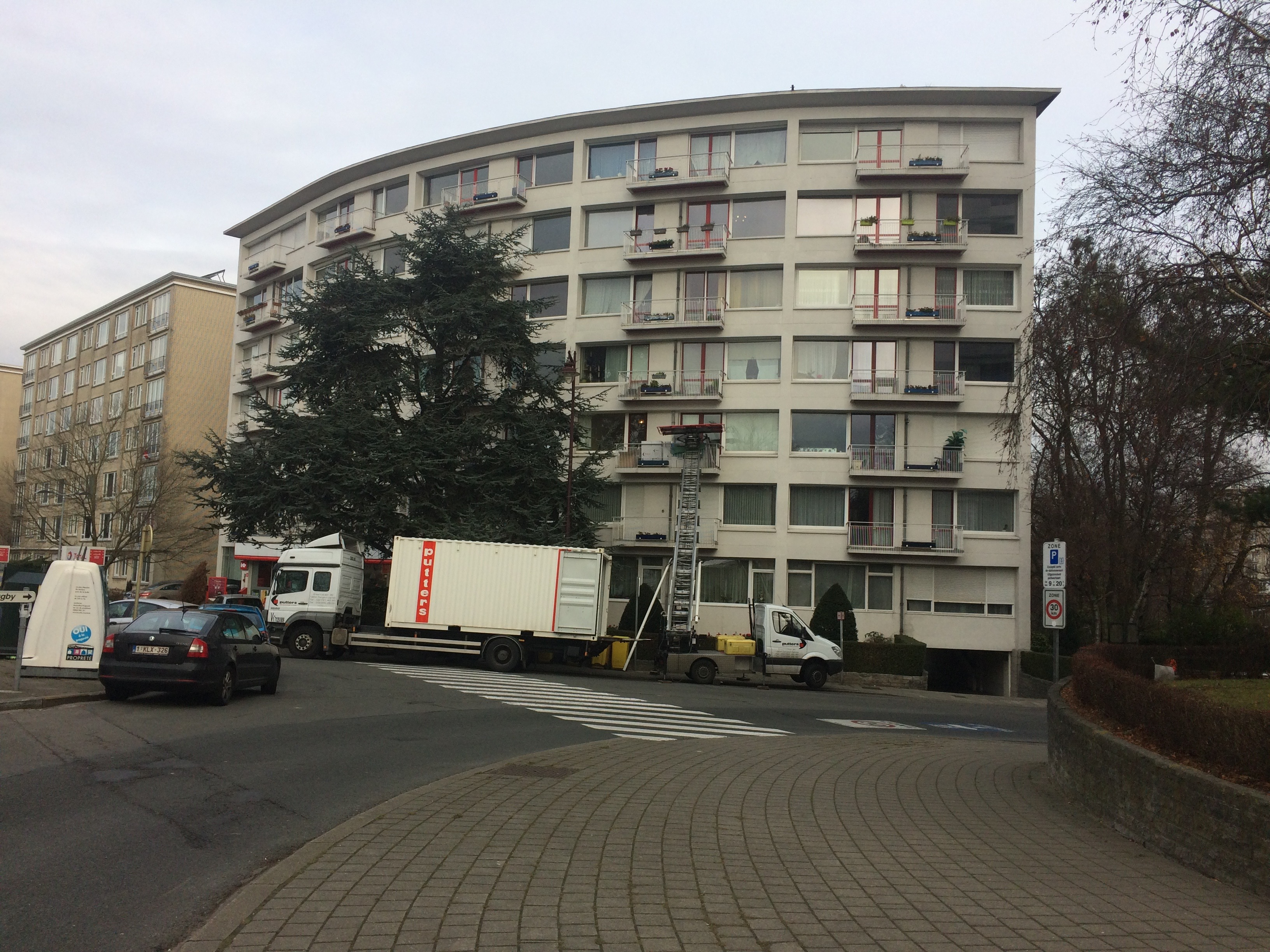
Résidence Wahis
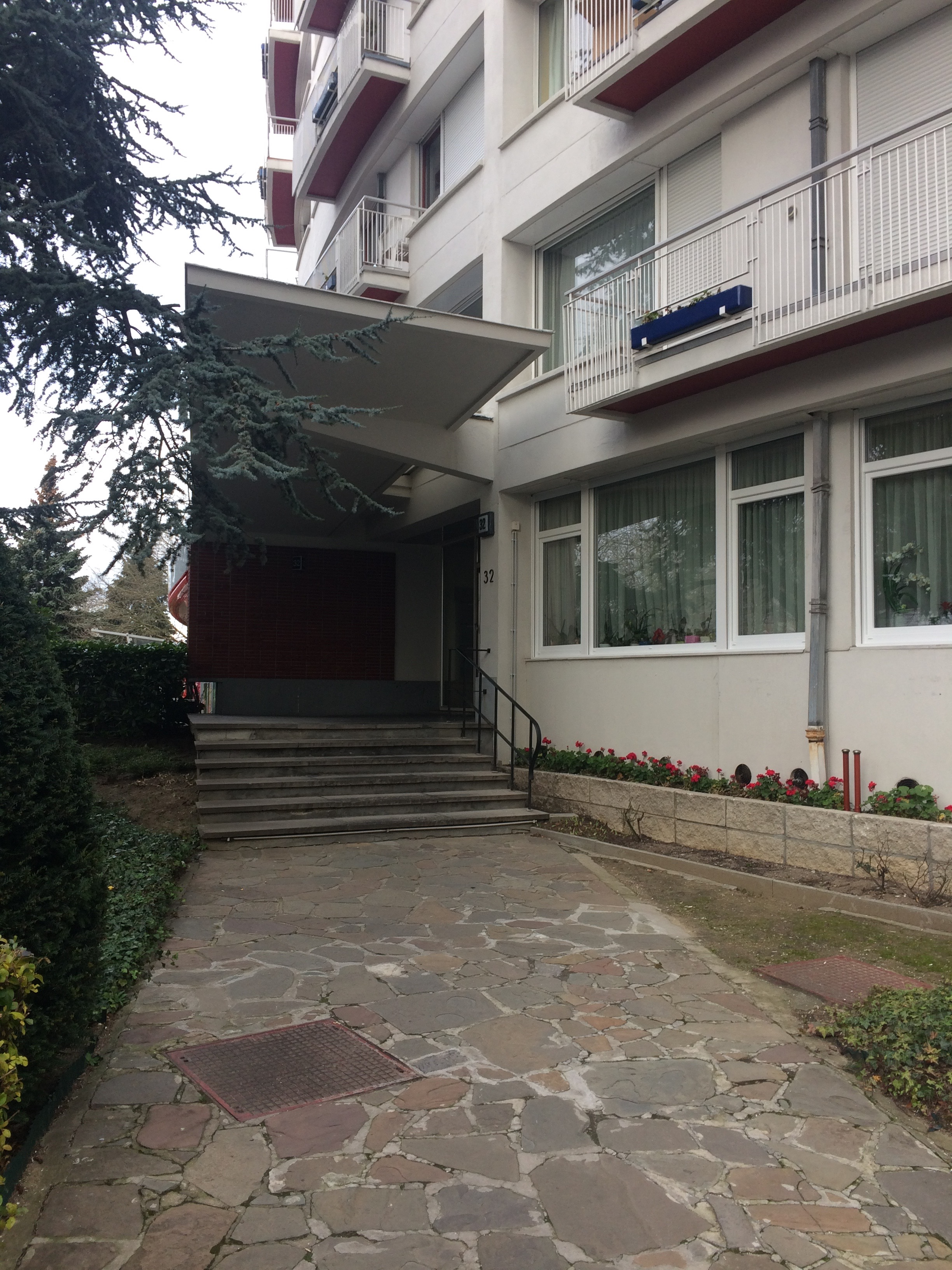
Auvent d'entrée
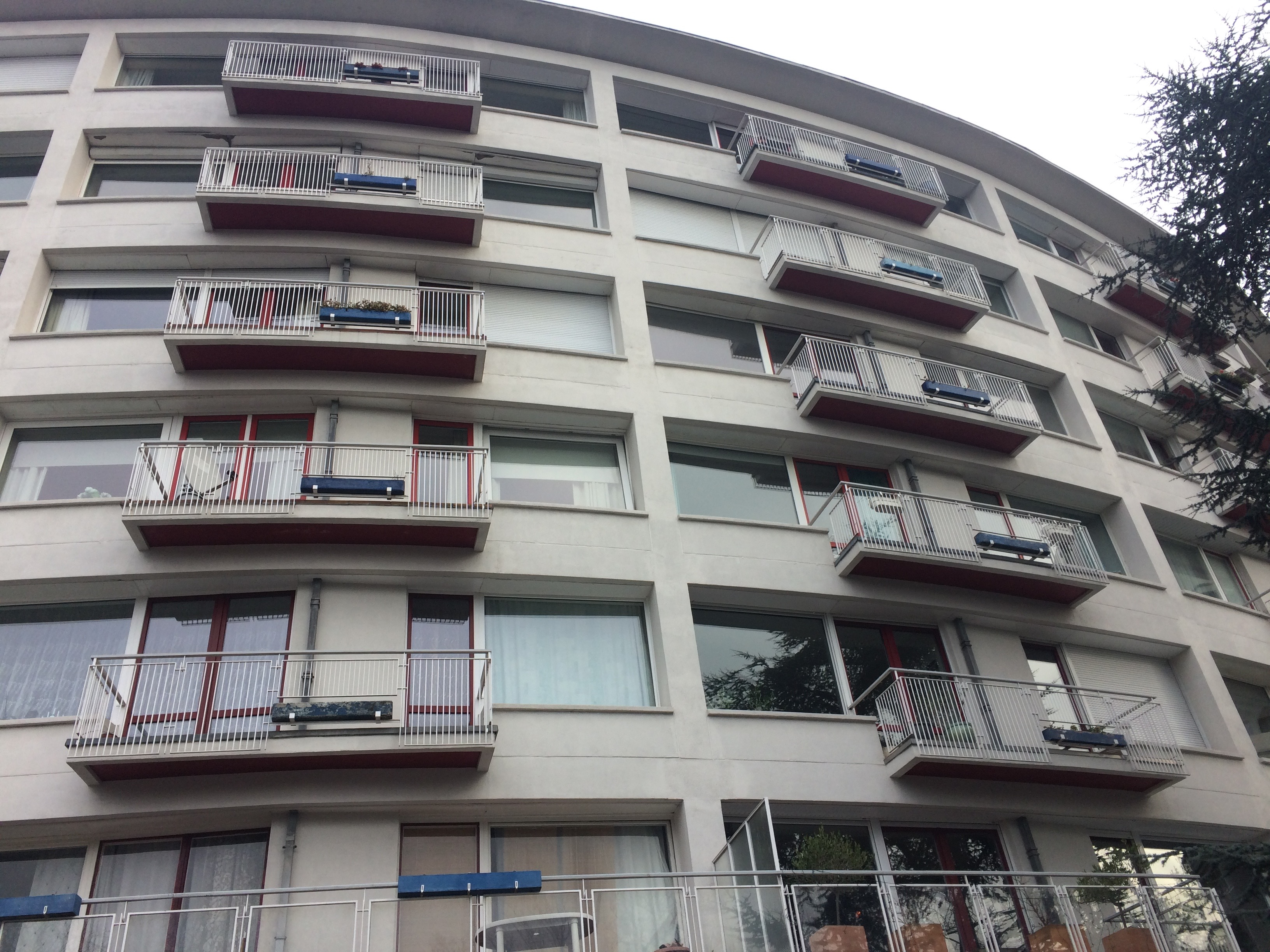
Balcons des appartements
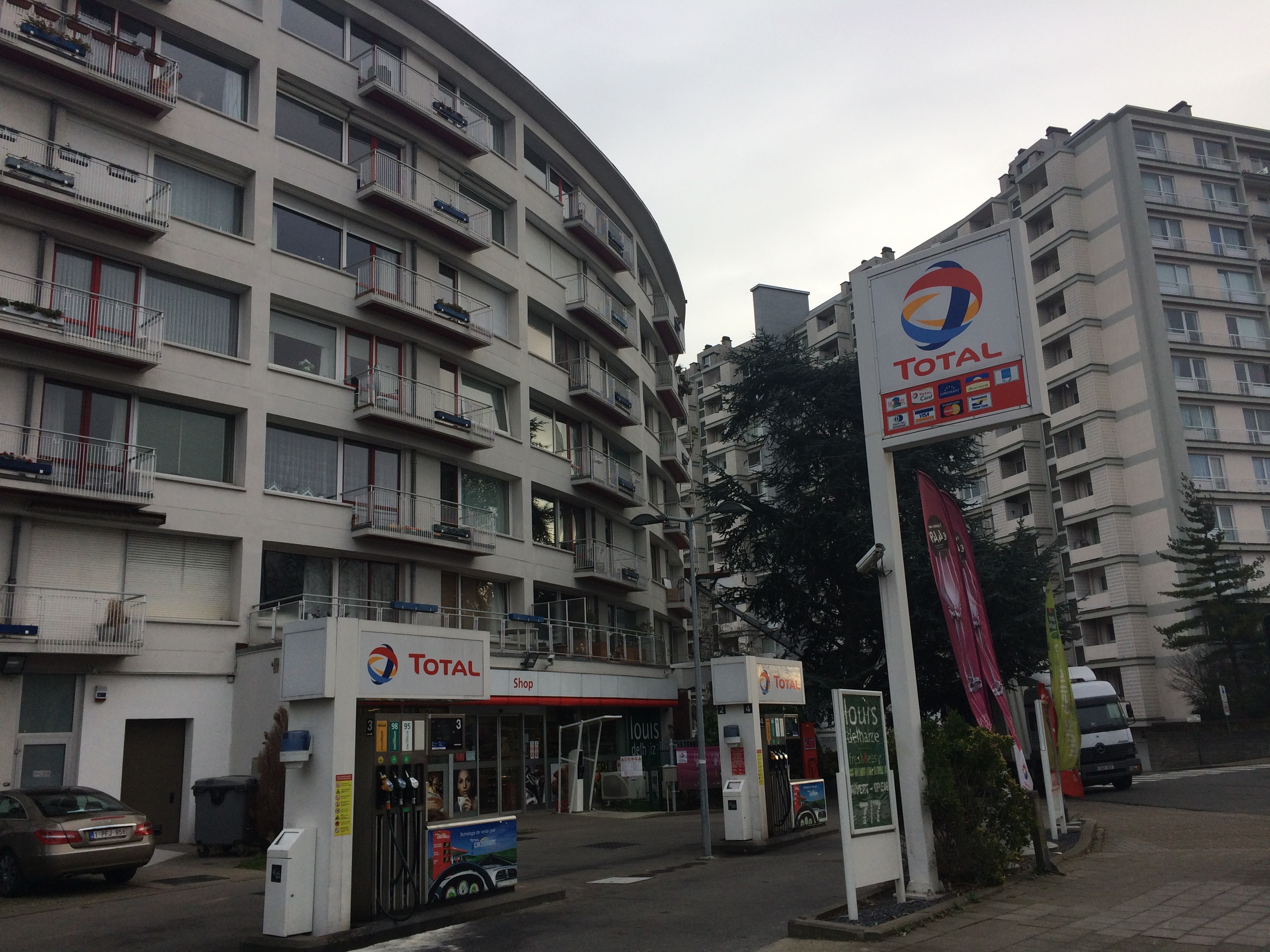
En arrière-plan : immeuble Europa I, de J Franssen

### Résidence des Nations ( 1955-1958)
L’immeuble consiste en deux volumes perpendiculaires l’un par rapport à l’autre. La partie côté avenue Franklin Roosevelt est composée de six étages avec une toiture terrasse. La deuxième partie, côté avenue du Pérou est composée de cinq étages avec également une toiture terrasse.
Les deux volumes reposent sur un rez-de-chaussée parsemé de pilotis et sont reliées par un mince corps de bâti traité en terrasse.
Les façades principales sont creusées de petites loggias avec des balconnets et rythmées par le dessin des châssis.
Les façades sont entièrement refaites à neuf, les châssis ont donc été modifiés ainsi que les couleurs des façades et des garde-corps dans des tons gris, roses et blancs.

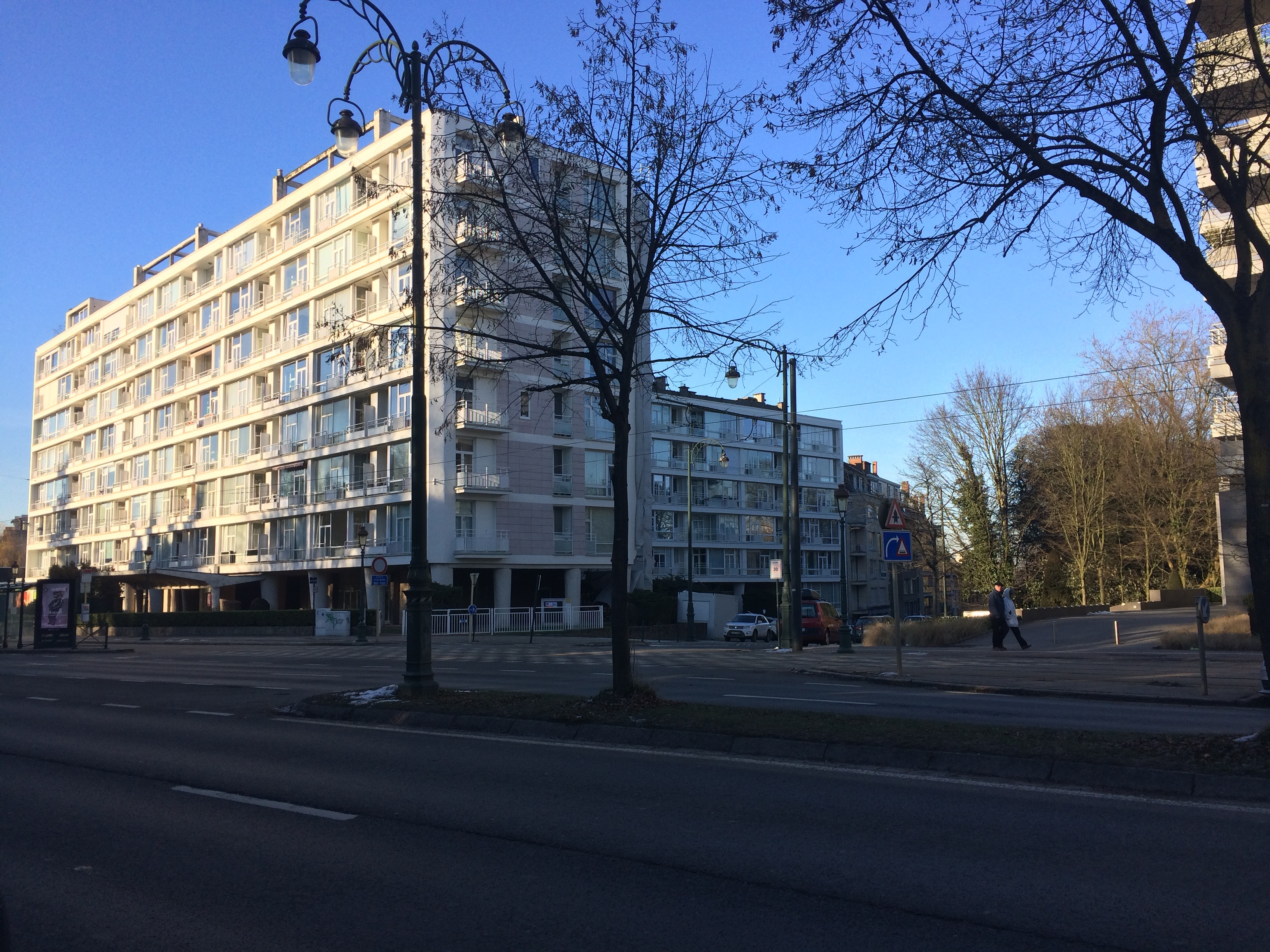
Résidence des Nations (1955-1958). Vue depuis av. F Roosevelt
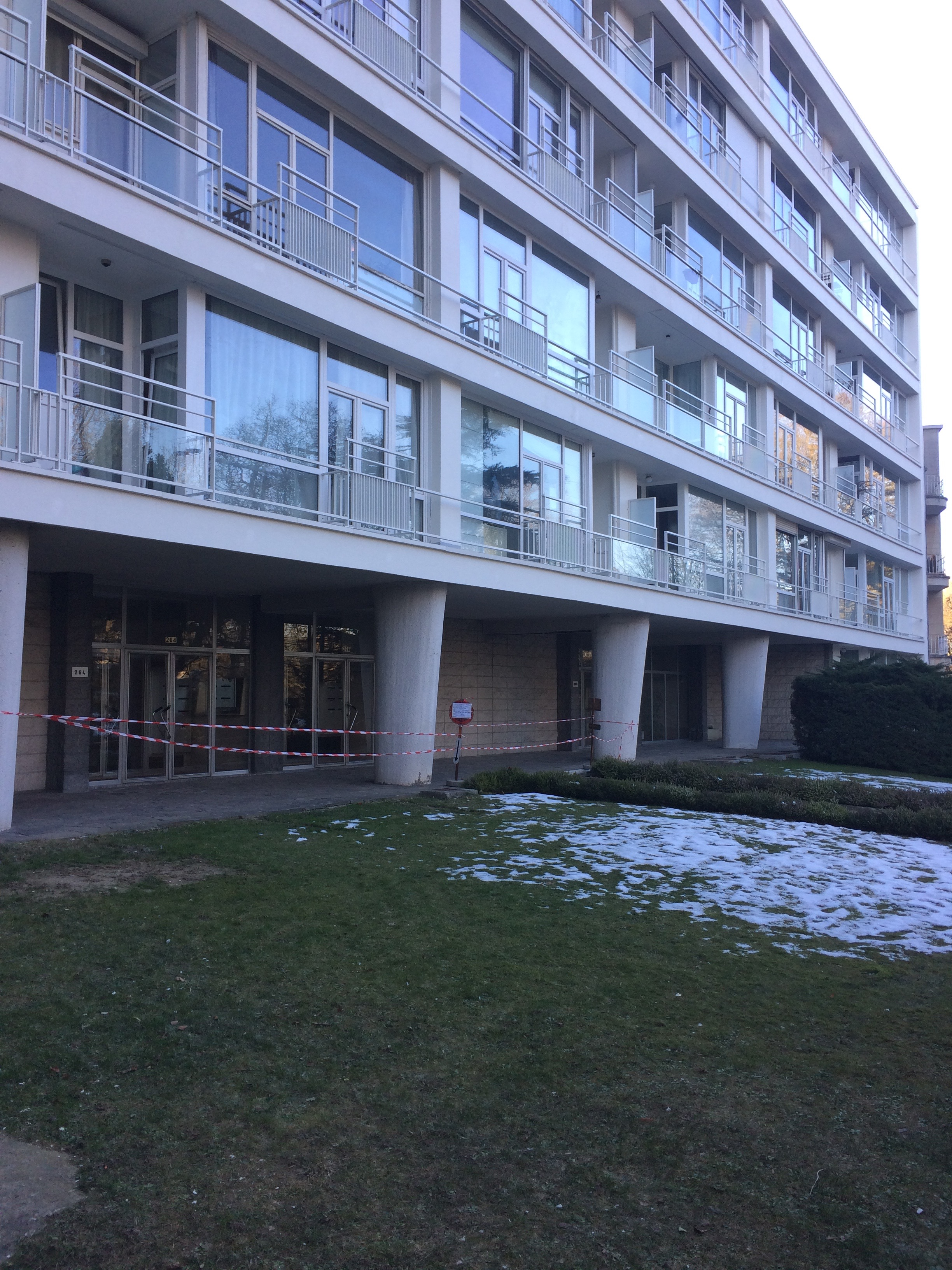
Résidence des Nations (1955-1958). Vue depuis av du Pérou
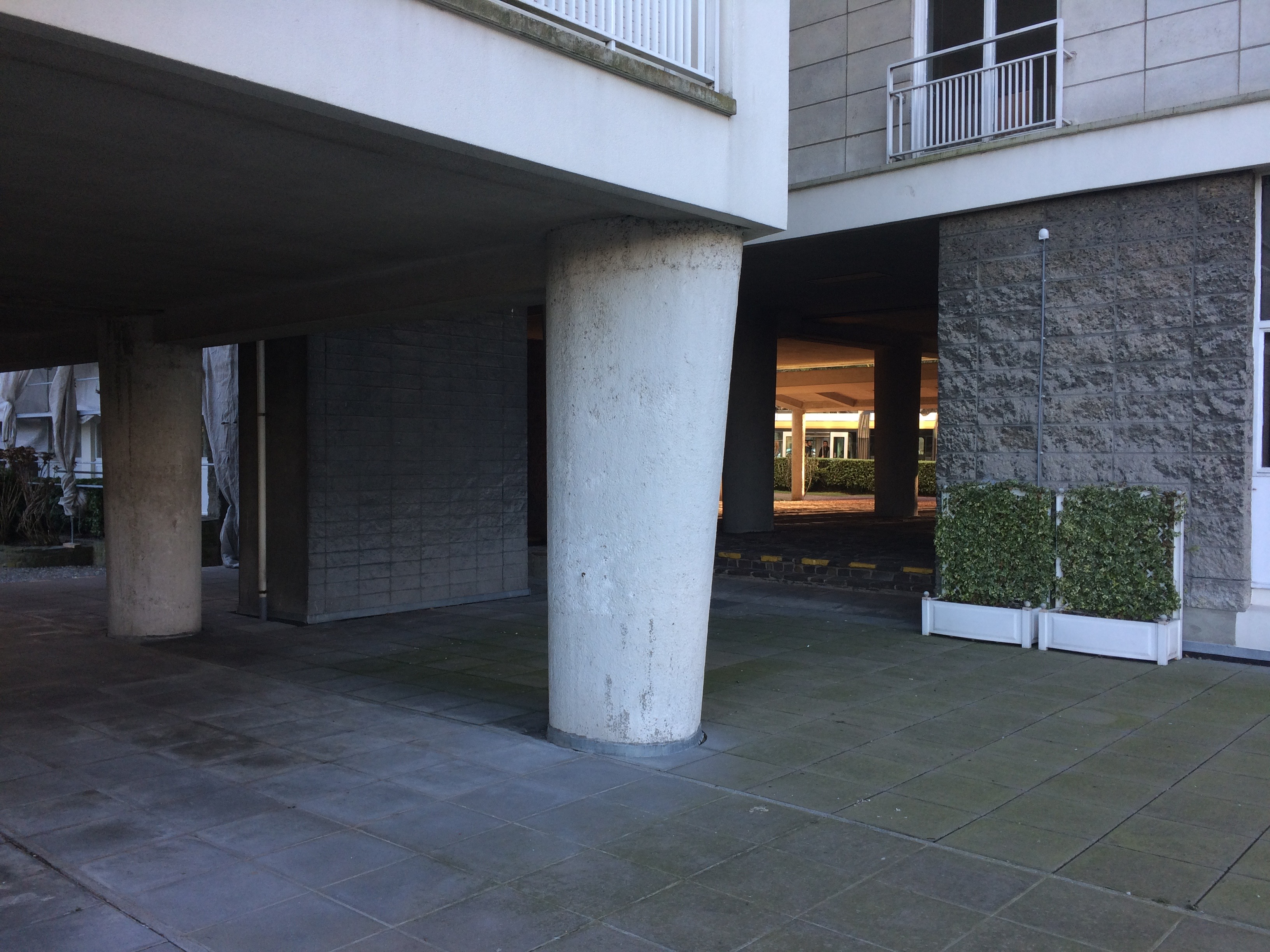
Résidence des Nations (1955-1958). Jonction entre les deux immeubles
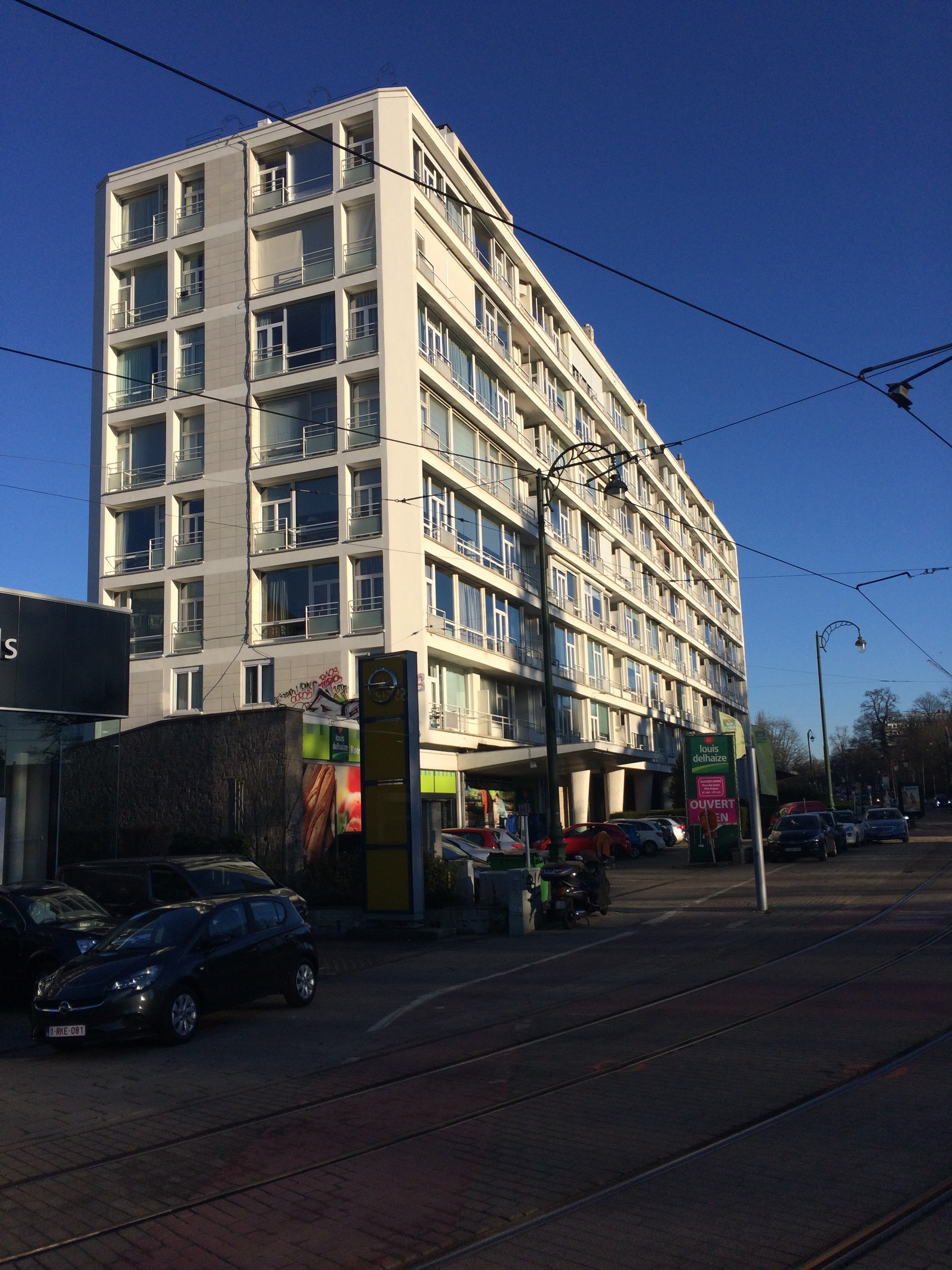
Résidence des Nations (1955-1958). Vue latérale av. F Roosevelt
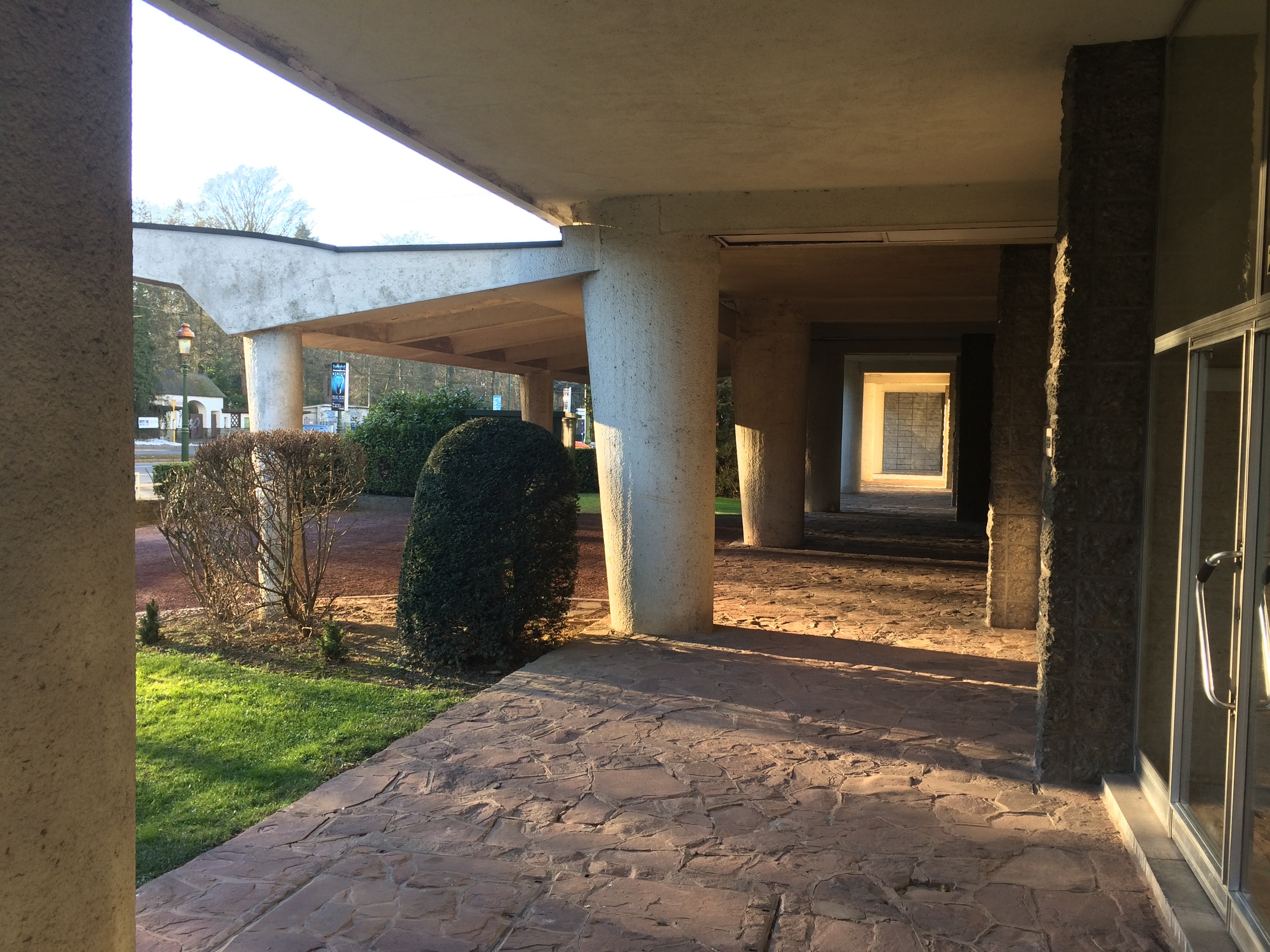
Résidence des Nations (1955-1958). Entrée principale

## Œuvres
- 1927 : maison unifamiliale, rue des Coteaux 156, 1030 Schaerbeek.
- 1928 : maison V, rue des Vignes 49, 1000 Bruxelles.
- 1928 : villa du Dr VC, Leuvensebaan, 3040 Neerijse.
- 1929 : maison de V.P, rue du Stade 7, 1190 Forest.
- 1929 : immeuble à appartements, avenue du Champs de la Couronne 115-117, 1020 Laeken.
- 1929 : maison du Tailleur, avenue messidor 9, 1180 Uccle.
- 1930 : immeuble à appartements, Rue de Flandres, 1000 Bruxelles.
- 1930-31 : villa JF, square Coghen 11, 1180 Uccle.
- 1931 : maison Blank, avenue Seghers 13, 1081 Koekelberg.
- 1932 : immeuble à appartements, rue des riches Claires 9, 1000 Bruxelles.
- 1932 : villa MK (pied-à-terre pour émissions radiophoniques), 1930 Nossegem.
- 1932 : villa du Pr A.Fauville, avenue Vandenbempt 58, 1348 Hervelle-Louvain.
- 1932 : immeuble à appartements (logements populaires), parvis Saint Jean Baptiste 53, 1080 Molenbeek-Saint-Jean.
- 1933 : maison unifamiliale, Jules Vandenbemptlaan 85, 3000 Louvain.
- 1933-34 : villa Van Overbergh, boulevard de Malines, 3000 Louvain.
- 1934 : immeuble à appartements, rue de Soignies 17-19, 1000 Bruxelles.
- 1934-35 : villa, rue Verte, 6183 Trazegnies.
- 1935 : villa ML, square Coghen 9, 1080 Uccle.
- 1936 : maison unifamiliale, rue Mechelsevest, 3000 Louvain.
- 1936 : immeuble à appartements (logements populaires), chaussée d'Alsenberg, 1080 Uccle.
- 1936-37 : maison A Van A, avenue de Messidor 50, 1180 Uccle
- 1937-38 : immeuble industriel avec appartements, rue de Namur, 3000 Louvain.
- 1938 : maison Van T, Rue Zwartebeek 7, 1180 Uccle.
- 1939 : immeuble à appartements, rue de l’École 1, 1000 Bruxelles.
- 1939-40 : projet d’usine Van Damme, rue des Goujons 7, 1070, Anderlecht.
- 1940: immeuble à appartements avec RDC commercial, place Jef Mannekens, 1080 Molenbeek-Saint-Jean.
- 1942: transformation de la villa de M. Van Damme, avenue des Marronniers 18, 1640 Rhone de Saint Genése.
- 1945 : immeuble à appartements, avenue Max Roos 26-28, Schaerbeek, 1030 Schaerbeek.
- 1945 : église Notre-Dame de la Visitation, 5190 Jemeppe s/Sambre.
- 1949 : immeuble à appartements : avenue Brugmann n°217-217a, 1050 Bruxelles.
- 1950 : immeuble à appartements, boulevard Brand Whitlock 77, 1200 Woluwé-Saint-Lambert.
- 1952 : maison unifamiliale MP, rue de Heembeek 199, 1120 Bruxelles (Neder-Over-Heembeek).
- 1952 : librairie Fonteyn, Place Foch, 3000 Louvain.
- 1953 : La Maison modèle de la SBUAM, salon de l’enfance au palais des beaux arts de Bruxelles.
- 1954 : immeuble à appartements, boulevard Brand Whitlock 76, 1200 Woluwé-Saint-Lambert.
- 1955 : immeuble à appartements Coghen, avenue Coghen 244, 1180 Uccle.
- 1955 : résidence des Nations, 250-264 avenue Franklin Roosevelt et 266-268 avenue Franklin Roosevelt, donne sur l'avenue du Pérou, 1000 Bruxelles.
- 1955 : immeuble à appartements Wahis I, avenue Gustave Latinis 152-154 et boulevard Général Washis 2-4, 1030 Schaerbeek.
- 1955 : expo internationale du textile, aménagement et décoration de la façade du palais du centenaire, Palais du prestige, 1000 Bruxelles.
- 1955 : immeuble à appartements Wahis II, boulevard général Washis 30-32, 1030 Schaerbeek Exposition universelle de 1958 Roy, 1000 Bruxelles.
- 1958 : pavillon des Banques et Compagnies d’Assurance, Exposition universelle de 1958, 1000 Bruxelles
- 1958 : classe « Architecture belge » à l’Exposition universelle de 1958, 1000 Bruxelles.
- 1959 : appartements Europa I, boulevard Leopold III 1-8, 1030 Schaerbeek.
- 1959 : appartements Avenue Motière 50, 1190 Forest.
- 1959 : appartements Coghen II, avenue Coghen / rue des Cottages.
- 1959 : bureaux « Belliard », rue Belliard.
- 1960 : appartements place Flagey.
- 1960 : maison de deux logements, chaussée de Heacht 1145, 1030 Schaerbeek.
- 1961 : immeuble appartements « les Ombrayes », avenue des Ombrayes/Gribournat, 1200 Woluwe-Saint-Lambert.
- 1962 : immeuble à appartements, boulevard genéral Washis 10-12, 1030 Schaerbeek.
- 1962 : immeuble à appartements « Europa 2 », Drève de Nivelles, 1200 Woluwe-Saint-Pierre.
- 1963 : immeuble à appartements Wahis III.
- 1963 : immeuble à appartements, rue Claes, 1030 Schaerbeek.
- 1964 : immeuble à appartements, rue de l’Anémone 14, 1180 Uccle.
- 1965 : immeuble à appartements Curie, avenue Pierre Curie.
- 1966 : projet pour un musée provincial.
- 1968 : immeuble à appartements  Montjoie, avenue Montjoie 142, 1180 Uccle.
- 1968 : villa type pour cadre.
- 1968 : Centre de la Défense sociale, route de Glons, 4452 Paifve.
- 1968 : immeuble à appartements « La Bane », JB. Lebarre/ R. V. Gambier.
- 1969 : immeuble à appartements, rue de Florence 41-43, 1050 Ixelles.
- 1969 : musée de Roeck, maison communale.

#### Livres
- Collectif, 1890-1972 Bruxelles guide d’architecture, à l’initiative de la société belge des urbanistes et architectes modernistes, Bruxelles, éd. par le ministère de la Culture française, 1972, p. 76.
- Marc Lacour, 50 ans d’architecture à Bruxelles, éd. Centre d’Étude de Recherche et d’Action en Architecture, 1989.
- Jacques Aron, Patrick Buriat, Pierre Puttemans, Le Guide de l’architecture moderne à Bruxelles, Belgique, éd. de l’Octogone, coll. Détours, 1993, p. 100.
- Patrick Burniat, Pierre Puttemans, Jos Vandenbreeden, L’Architecture moderne à Bruxelles, Belgique, éd. de l’Octogone, 2000, p. 232.
- Caroline Berckmans, Pierre Bernard, Bruxelles ’50 ’60 Architecture moderne au temps de l’Expo 58, éd. Aparté, 2007.
- Guido Jan Bral, La Cité administrative de l’État, Belgique, éd. par le ministère de la Région de Bruxelles-Capitale, 2007, p. 12.
- Maurice Culot (dir.), 'Bruxelles architectures de 1950 à aujourd’hui, Espagne, éd. des Archives d’Architecture m oderne, 2012, p. 19-20, 25, 58-60, 83, 86, 93-95, 177.

### Mémoire
- Samuel Amory, Sébastien Moreno-Vacca, Thèses : Rénovation durable du patrimoine moderniste d’après 1945 : une étude de cas : la résidence « Les nations » de l’architecte Josse Franssen, 2015, LCA/NIV 2, M-15.

### Publications
- « Villa du Dr V.C », La Technique des travaux no 1, 1929.
- « Immeuble à appartements », La Maison no 3, 1946.
- « Usine », 'La Maison no 5, 1946.
- « Immeuble à appartements », La Maison no 7, 1946.
- « Un immeuble d’appartements sur 1 et 2 niveaux », 1949, La Maison, vol. 5, no 7, 1949, p. 201-203, 225.
- « Immeuble à appartements », Forum, 1950.
- « Immeuble de logement à deux niveaux », Rythme no 5, 1950, p. 7.
- « La résidence Brugmann », La Maison, vol. 8, no 7, 1952, p. 216-218.
- « Habitation à Uccle, Architecture », no 5, 1952, p. 147.
- « Immeuble d’appartements », Architecture no 5, 1952, p. 144-146.
- « La Résidence Brand Whitlock à Bruxelles », La Maison, vol. 9, no 4, 1953, p. 121-124, 135.
- « Petite maison urbaine », La maison no 8, 1954, p. 235.
- « Immeuble à appartements », La Maison, vol. 12, no 9, 1956, p. 259-260.
- « Résidence Coghen à Bruxelles », Architecture no 22, 1957, p. 882-883.
- « Pavillon exposition 1958 », La Maison no 7, 1958.
- « La résidence Wahis, à Bruxelles », La Maison, vol. 15, no 8, 1959, p. 262-266.
- « Station service et appartements modestes », La Maison, vol. 15, no 4, 1959, p. 123-125.
- « Immeuble à appartements à Bruxelles », La Maison, vol. 16, no 4, 1960, p. 116-118.
- « Le complexe d’appartements Europa 1 », La Maison, vol. 22, no 4, 1966, p. 115-118.
- « Résidence Europa 1 Boulevard Léopold II Bruxelles », Architecture no 70, 1966, p. 345-347.
- « Église Notre Dame de la Visitation », La Maison no 11, 1968.